# 영남문화재연구원
영남문화재연구원은 매장문화재의 보호, 보존, 관리, 조사, 발굴 및 그 활용을 통해 민족문화를 선양하고 창조적으로 개발하기 위하여 1999년 8월 31일 설립된 문화체육관광부 소관의 재단법인이다. 사무실은 경북 칠곡군 가산면 천평2길 43 (천평리 221)에 있다.

## 주요 사업
- 매장문화재의 보호, 보존운동
- 매장문화재의 연구 및 현황조사
- 매장문화재의 발굴조사 및 보존처리
- 매장문화재 자료발간
- 매장문화재 조사인력 양성 및 재교육